# Glutaminska kislina
Glutaminska kislina (okrajšano kot Glu ali E) je ena od 20 proteinogenih aminokislin (aminokisline, ki v telesu tvorijo beljakovine). Zapisujeta jo kodona GAA in GAG. Glutaminska kislina je neesencialna aminokislina. Karboksilatni ion ali sol glutaminske kisline imenujemo glutamat.

## Kemijske lastnosti
Stranska veriga s karboksilno skupino ima pKa 4,1 in se pri fiziološkem pH-ju nahaja v obliki deprotoniranega iona (kot negativno nabit glutamat).

## Biosinteza
| Reaktanti                            | Produkti                | Encimi       |
| ------------------------------------ | ----------------------- | ------------ |
| glutamin + H2O                       | → Glu + NH3             | GLS, GLS2    |
| NAcGlu + H2O                         | → Glu + acetat          | (neznan)     |
| α-ketoglutarat + NADPH + NH4+        | → Glu + NADP+ + H2O     | GLUD1, GLUD2 |
| α-ketoglutarat + α-aminokislina      | → Glu + α-oksokislina   | transaminaza |
| 1-pirolin-5-karboksilat + NAD+ + H2O | → Glu + NADH            | ALDH4A1      |
| N-formimino-L-glutamat + FH4         | → Glu + 5-formimino-FH4 | FTCD         |

## Fukcija in uporaba

### Presnova
Glutamat je ključna molekula v celični presnovi. Pri ljudeh se beljakovine v telesu razgradijo do aminokislin, ki predstavljajo gorivo za druge presnovne procese v telesu. Poglavitna stopnja pri razgradnji beljakovin je transaminacija, kjer se aminoskupina iz aminokisline prenese na α-ketokislino; reakcijo katalizira transaminaza. Opisano reakcijo lahko posplošimo s spodnjim zapisom:
R1-aminokislina + R2-α-ketokislina ⇌ R1-α-ketokislina + R2-aminokislina
Zelo pogosta α-ketokislina je α-ketoglutarat, ki je intermediat ciklusa citronske kisline. Pri transaminaciji α-ketoglutarata nastaja glutamat. α-ketokislina, ki pri tem nastane (npr. piruvat), je po navadi prav tako uporabna kot presnovno gorivo in predstavlja substrat za nadaljnje procese. Primeri:
alanin + α-ketoglutarat ⇌ piruvat + glutamat
aspartat + α-ketoglutarat ⇌ oksaloacetat + glutamat
Oba, piruvat in oksaloacetat, sta ključni sestavini v procesih celične presnove in predstavljata substrat ali intermediate pri tako osnovnih procesih, kot so glikoliza, glikoneogeneza in ciklus citronske kisline.
Glutamat odigra v telesu pomembno vlogo tudi pri izločanju presežnega ali odpadnega dušika. Deaminacija glutamata, ki poteka s pomočjo encima glutamat-dehidrogenaza, poteče po naslednji reakciji:
glutamat + voda + NADP+ → α-ketoglutarat + NADPH + amonijak + H+
Amonijak (v obliki amonijevega iona) se nato izloča predvsem v obliki sečnine, ki se sintetizira v ledvicah.

### Živčni prenašalec
Glutamat je pri vretenčarjih najbolj razširjen ekcitatorni živčni prenašalec v živčevju. V sinapsah se skladišči v mešičkih, impulz, ki potuje po presinaptični živčni celici, pa povzroči, da se glutamat sprosti v sinaptično špranjo. Glutamat se nato veže na glutamatne receptorje (npr. receptorje NMDA) na postsinaptični živčni celici in jih aktivira. Zaradi vloge pri sinaptični plastičnosti je glutamat pomemben pri zaznavnih procesih, kot sta učenje in pomnenje. Sinaptična plastičnost, znana kot dolgotrajna potenciacija, poteka v glutamategičnih sinapsah v hipokampusu, neokorteksu in drugih možganskih predelih.

#### Predhodnik GABA
Glutamat je tudi predhodnik (prekurzor) v sintezi inhibitornega živčnega prenašalca GABA. To reakcijo katalizira encim glutamat-dekarboksilaza (GAD), ki je najbolj razširjen v malih možganih in trebušni slinavki.

### Ojačevalec okusa
Glutaminska kislina v prosti obliki se nahaja v številnih vrstah hrane (npr. v sirih ali sojini omaki) in daje značilen okus. Natrijeva sol (Mononatrijev glutamat) se uporablja pogosto tudi kot prehranski dodatek (aditiv) za ojačanje okusa.